# Église Nederluleå

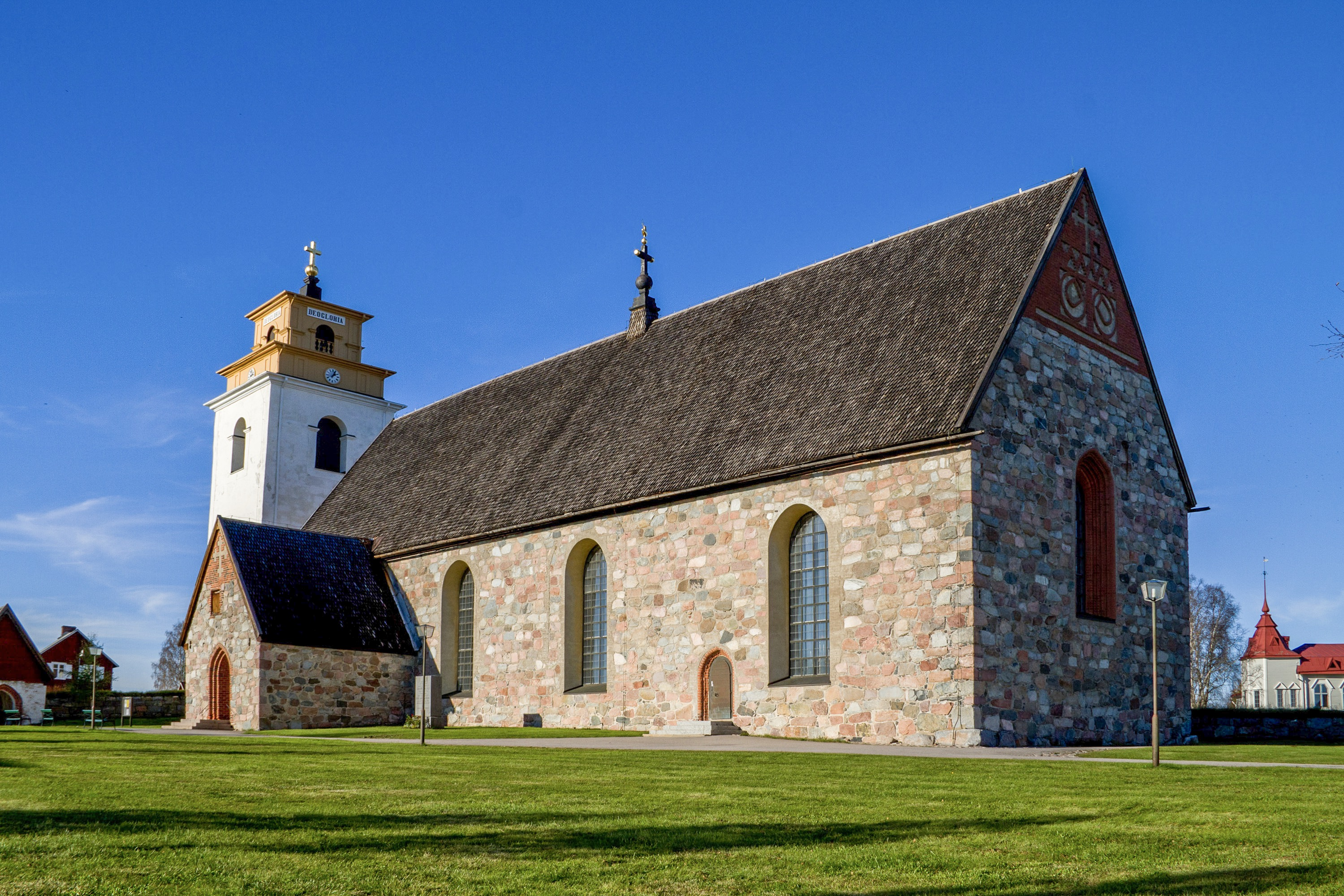
Nederluleå de l'Église, vue de l'extérieur

L'église Nederluleå (suédois : Nederluleå kyrka) est une église luthérienne médiévale à Gammelstad près de Luleå dans le comté de Norrbotten en Suède. Elle appartient au Diocèse de Luleå. L'église est la plus grande église médiévale dans la région historique de Norrland. Elle fait partie de la ville-église de Gammelstad inscrite au patrimoine mondial de l'UNESCO .

## L'histoire

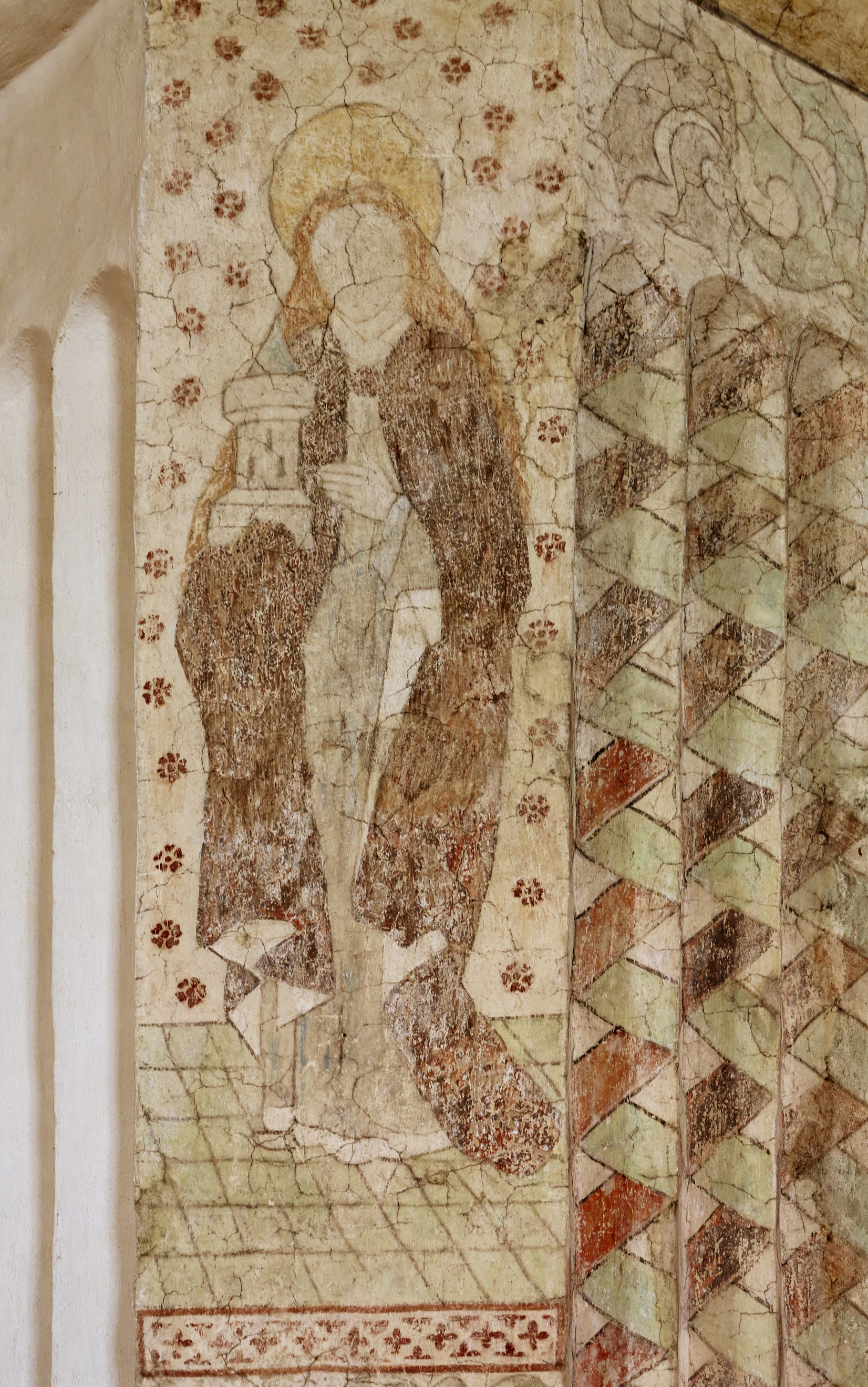
L'une des fresques médiévales, faite par un élève d'Albertus Pictor

L'église en pierre actuelle a probablement été précédée par une chapelle en bois. La construction de l'église en pierre a commencé au XVe siècle et s'est poursuivie en début du XVIe siècle. L'église a cependant été inaugurée en 1492, par Jakob Ulvsson, archevêque d'Uppsala. Des meurtrières conservées dans l'église indiquent que, en dehors de son utilisation religieuse, il a également servi un but défensif. L'église est restée largement inchangée jusqu'au XVIIIe siècle. En 1745, les fresques médiévales ont été peintes, et au cours de la même décennie, les fenêtres ont été agrandies. Entre 1776 et 1778, l'église a été peinte en rouge, à l'extérieur, une nouvelle entrée a été faite et plusieurs fenêtres ajoutées. En 1848, les fenêtres ont été changées, encore une fois. Des modifications successives à l'intérieur, avec de vieux meubles supprimés et les nouveaux ajoutés, ont également été menées depuis le XVIIIe siècle. Lors d'une rénovation en 1909, les fresques médiévales ont été découvertes à nouveau et le chœur portail a retrouvé son aspect d'origine, qui avait été modifié au cours du XVIIIe siècle. Des rénovations supplémentaires ont été effectuées en 1936, en 1954 et en 1969-71. Le clocher-tour datant de 1851, précède une tour initiale en bois. Les deux cloches datent de 1554 et 1684, mais ont été refondues plus tard.

## Architecture

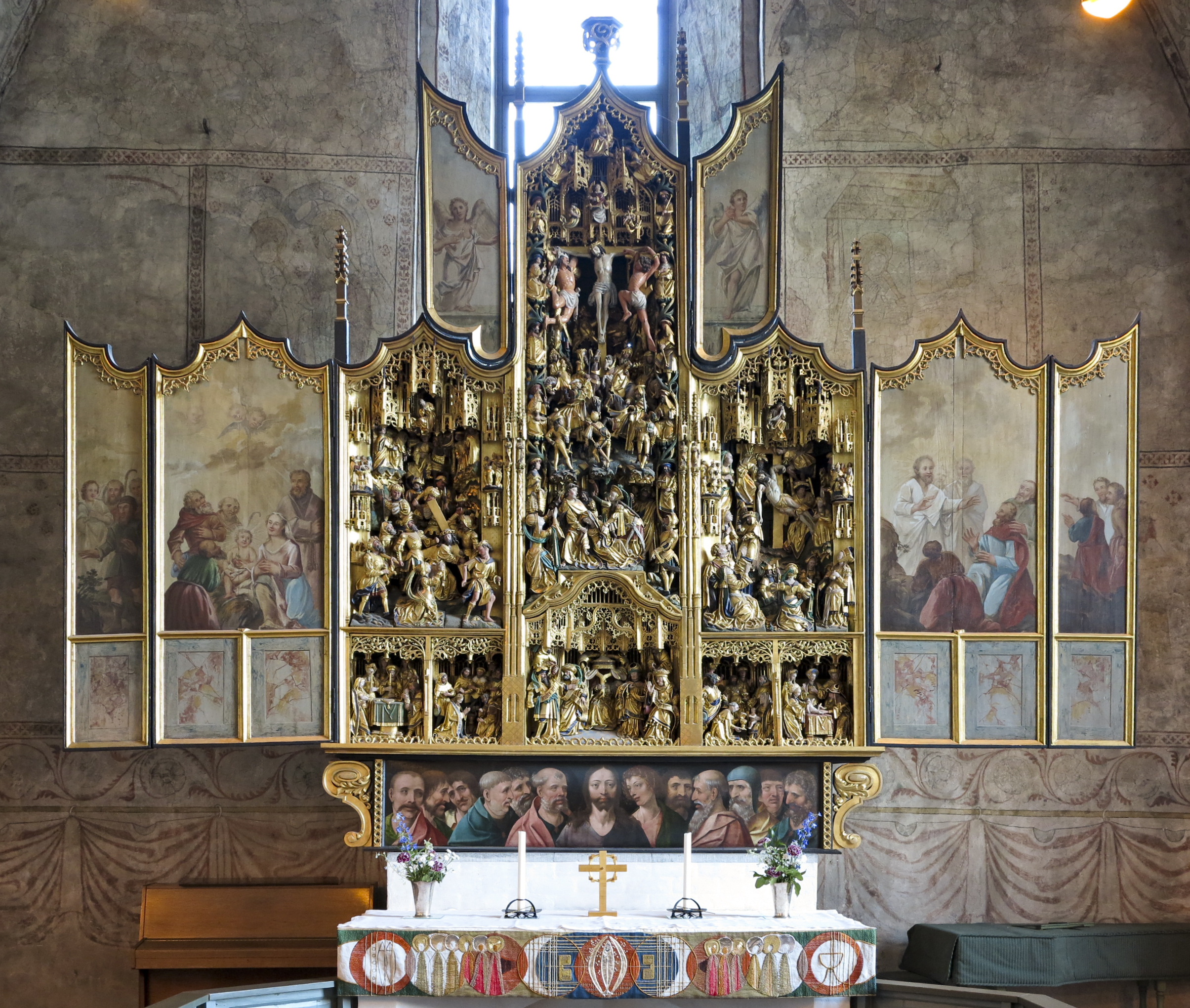
Le retable (1520), l'un des meilleurs de son genre en Suède

L'église est construite en pierres composée d'environ 40 types de roche), avec des détails en brique. Le toit est fait de bardeau, comme le toit d'origine. L'église est entourée par un mur où deux porches de cimetière sont conservés.
À l'intérieur, l'église est constituée d'une seule nef avec un chœur de même hauteur. Une sacristie est en saillie sur la façade nord, et un porche est en avancée en façade sud. Les voûtes sont décorées de fresques, probablement faites par un élève d'Albertus Pictor.
Parmi le mobilier de l'église, le retable est le plus remarquable. Il remonte vers 1520 et a été faite à Anvers. Sa partie centrale contient des personnages finement sculptés représentant la Passion du Christ. Le retable est l'un des meilleurs de son genre en Suède. La congrégation est censée avoir payé la somme de 900 marks, en espèces, pour le retable de l'autel – une somme considérable pour la congrégation essentiellement paysanne. Parmi les autres meubles, le triomphe de la croix et le marbre fonts baptismaux datent de la fin du Moyen Âge. La chaire en bois richement sculpté date de 1712. Certains bancs sont médiévaux, tandis que d'autres ont été modifiés en 1749. L'orgue date de 1971.